# Thomas Shaw, 1. Baron Craigmyle

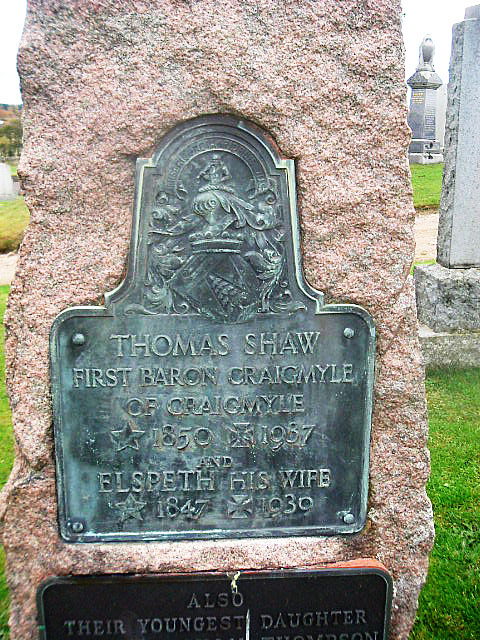
Grabstein von Thomas Shaw, 1. Baron Craigmyle

Thomas Shaw, 1. Baron Craigmyle PC QC (* 23. Mai 1850; † 28. Juni 1937) war ein schottisch-britischer Politiker der Liberal Party und Jurist, der einige Jahre Abgeordneter im House of Commons sowie zuletzt als Lord of Appeal in Ordinary aufgrund des Appellate Jurisdiction Act 1876 als Life Peer auch Mitglied des House of Lords war und dem 1929 der erbliche Titel eines Baron Craigmyle verliehen wurde.

## Leben

### Rechtsanwalt und Unterhausabgeordneter
Nach dem Schulbesuch absolvierte Shaw ein Studium der Rechtswissenschaften an der University of Edinburgh und nahm nach seiner anwaltlichen Zulassung bei der schottischen Rechtsanwaltskammer (Scots Bar) eine Tätigkeit als Rechtsanwalt (Advocate) auf.
Am 4. Juli 1892 wurde er als Kandidat der Liberal Party zum Abgeordneten in das House of Commons gewählt und vertrat in diesem bis zum 28. Februar 1909 den Wahlkreis Hawick Burghs. Während dieser Zeit war Shaw, der 1894 auch Kronanwalt (Queen’s Counsel) wurde, zwischen 1894 und 1895 Solicitor General von Schottland. 1902 erhielt er zunächst einen Doktor der Rechte (LL.D.) von der University of St Andrews sowie 1906 einen weiteren von der University of Edinburgh. 

### Lord Advocate, Lordrichter und Oberhausmitglied
1905 wurde er als Nachfolger von Charles Dickson, Lord Dickson als Lord Advocate Generalstaatsanwalt von Schottland und bekleidete dieses Amt bis zu seiner Ablösung durch Alexander Ure im Jahre 1909.
Durch ein Letters Patent vom 22. Februar 1909 wurde Shaw aufgrund des Appellate Jurisdiction Act 1876 als Life Peer mit dem Titel Baron Shaw, of Dunfermline in the County of Fife, zum Mitglied des House of Lords in den Adelsstand berufen und wirkte bis zu seinem Rücktritt 1929 als Lordrichter (Lord of Appeal in Ordinary).
Nach seinem Rücktritt als Lordrichter wurde ihm durch ein Letters Patent vom 7. Mai 1929 zusätzlich der erbliche Titel Baron Craigmyle, of Craigmyle in the County of Aberdeen, verliehen.
Während die Life Peerage als Baron Shaw mit seinem Tode erlosch, wurde sein Sohn Alexander Shaw, der zwischen 1915 und 1923 ebenfalls Abgeordneter des Unterhauses war und zwischen 1931 und 1932 als High Sheriff des County of London wirkte, 1937 sein Erbe als 2. Baron Craigmyle.